# Crassula longipes
Crassula longipes ist eine Pflanzenart der Gattung Dickblatt (Crassula) in der Familie der Dickblattgewächse (Crassulaceae).

## Beschreibung
Crassula longipes ist eine aufrechte krautige Pflanze, die Wuchshöhen von bis zu 2,5 Zentimeter erreicht. Die lanzettlichen bis verkehrt lanzettlichen Laubblätter sind  2 bis etwa 5,5 Millimeter (selten ab 0,3 Millimeter) lang. Ihre Spreitenspitze ist spitz bis stumpf.
Je Knoten wird eine vierzählig Blüten ausgebildet, die an einem etwa 1,5 bis 3 Millimeter (selten bis zu 8 Millimeter) langen Blütenstiel steht. Die mehr oder weniger dreieckigen Kelchblätter sind 0,4 bis 0,7 Millimeter lang und 0,3 bis 0,6 Millimeter breit. Ihre dreieckigen, spitzen Kronblätter weisen eine Länge von 1,1 bis 1,7 Millimeter auf und sind 0,4 bis 0,6 Millimeter breit. Sie sind länger als die Kelchblätter. Die fadenförmigen Nektarschüppchen sind 0,4 Millimeter lang.
Je Fruchtblatt werden 12 bis 14 längliche, rötlich braune, leicht gerippte  Samen ausgebildet. Sie weisen eine Länge von etwa 0,25 bis 0,32 Millimeter und eine Breite von 0,15 Millimeter auf.

## Systematik und Verbreitung
Crassula longipes ist in den Vereinigten Staaten in den Bundesstaaten Florida, Louisiana und Texas sowie in Mexiko, Paraguay und Argentinien an nassen Stellen bis halb untergetaucht an Flussrändern verbreitet.
Die Erstbeschreibung als Tillaeastrum longipes durch Joseph Nelson Rose wurde 1911 veröffentlicht. Marie Bywater und Gerald Ernest Wickens stellten die Art 1984 in die Gattung Crassula.
Ein weiteres nomenklatorisches Synonym ist Tillaea longipes(Rose) J.Meyrán (1993).

## Nachweise